# Aetea pseudoanguina
Aetea pseudoanguina is een mosdiertjessoort uit de familie van de Aeteidae. De wetenschappelijke naam van de soort is voor het eerst geldig gepubliceerd in 1995 door Soule, Soule & Chaney.